# 拉沙佩勒诺德
拉沙佩勒诺德（法語：La Chapelle-Naude，法語發音：[la ʃapɛl nod]）是法国索恩-卢瓦尔省的一个市镇，属于卢昂区。

## 地理
拉沙佩勒诺德（46°35'39"N, 5°11'30"E）面积19.06 平方千米，位于法国勃艮第-弗朗什-孔泰大區索恩-卢瓦尔省，该省份为法国中部省份，北起顺时针与科多尔省、汝拉省、安省、罗讷省、卢瓦尔省、阿列省和涅夫勒省接壤。
与拉沙佩勒诺德接壤的市镇（或旧市镇、城区）包括：卢昂、邦唐日、布吕阿耶、布雷斯地区蒙蓬、布雷斯地区圣克鲁瓦、索尔奈。

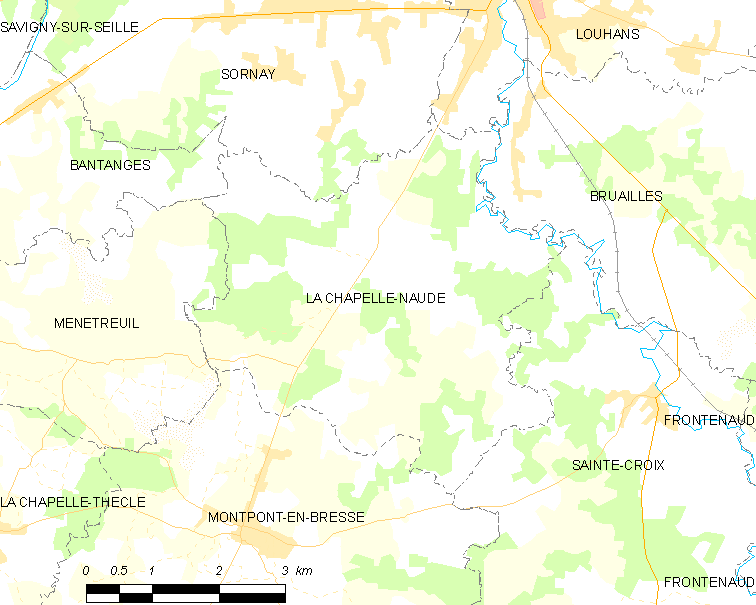
拉沙佩勒诺德的OSM定位图

拉沙佩勒诺德的时区为UTC+01:00、UTC+02:00（夏令时）。

## 行政
拉沙佩勒诺德的邮政编码为71500，INSEE市镇编码为71092。

## 政治
拉沙佩勒诺德所属的省级选区为卢昂县。

## 人口

1962-2008年间拉沙佩勒诺德人口变化图示

拉沙佩勒诺德于2022年1月1日时的人口数量为496人。